# University of Wisconsin–Milwaukee

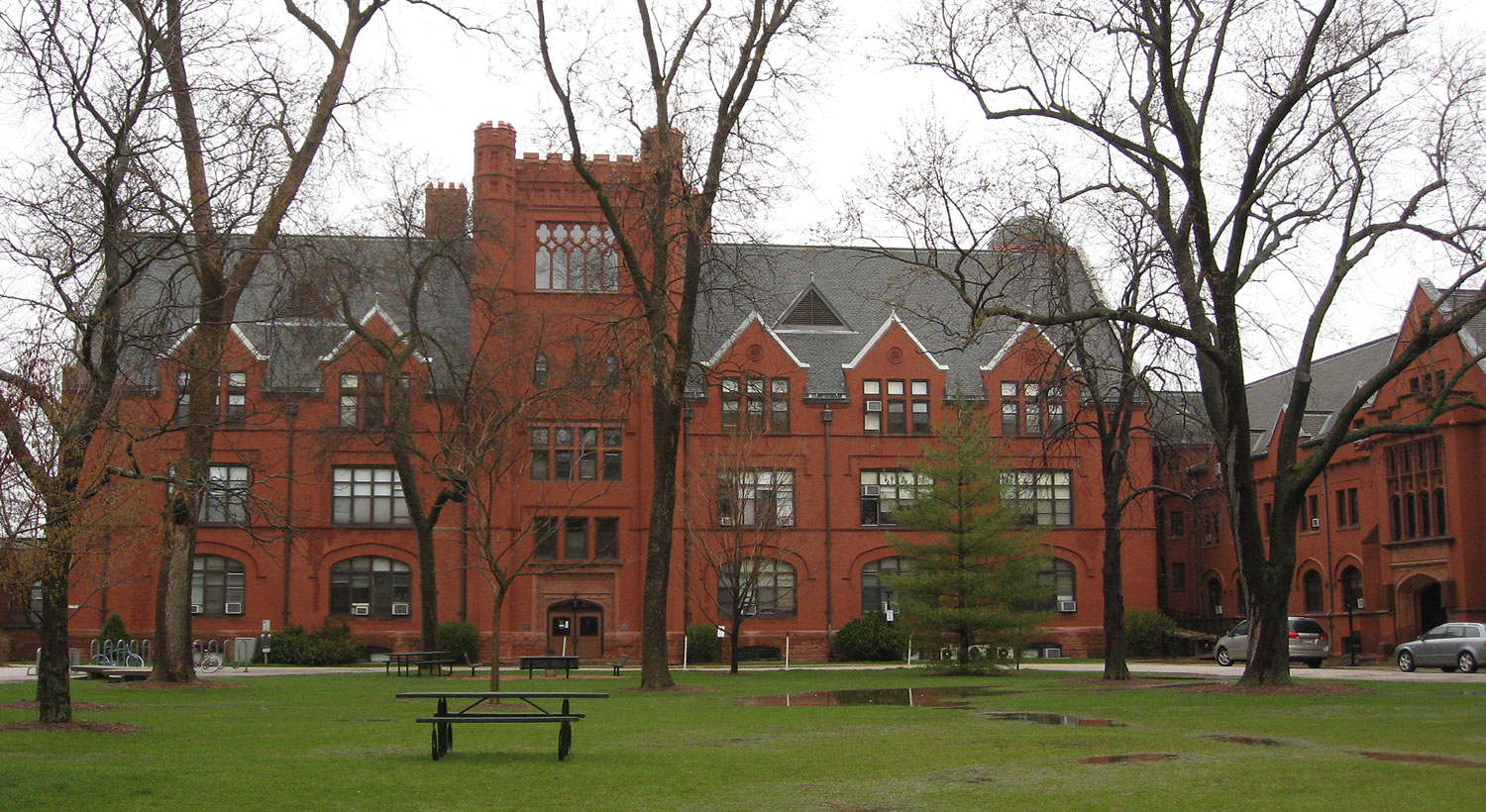
University of Wisconsin Milwaukee – Merill Hall

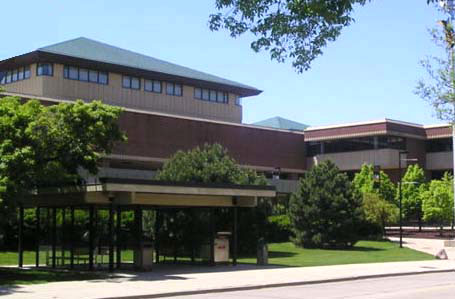
Golda Meir-Bibliothek

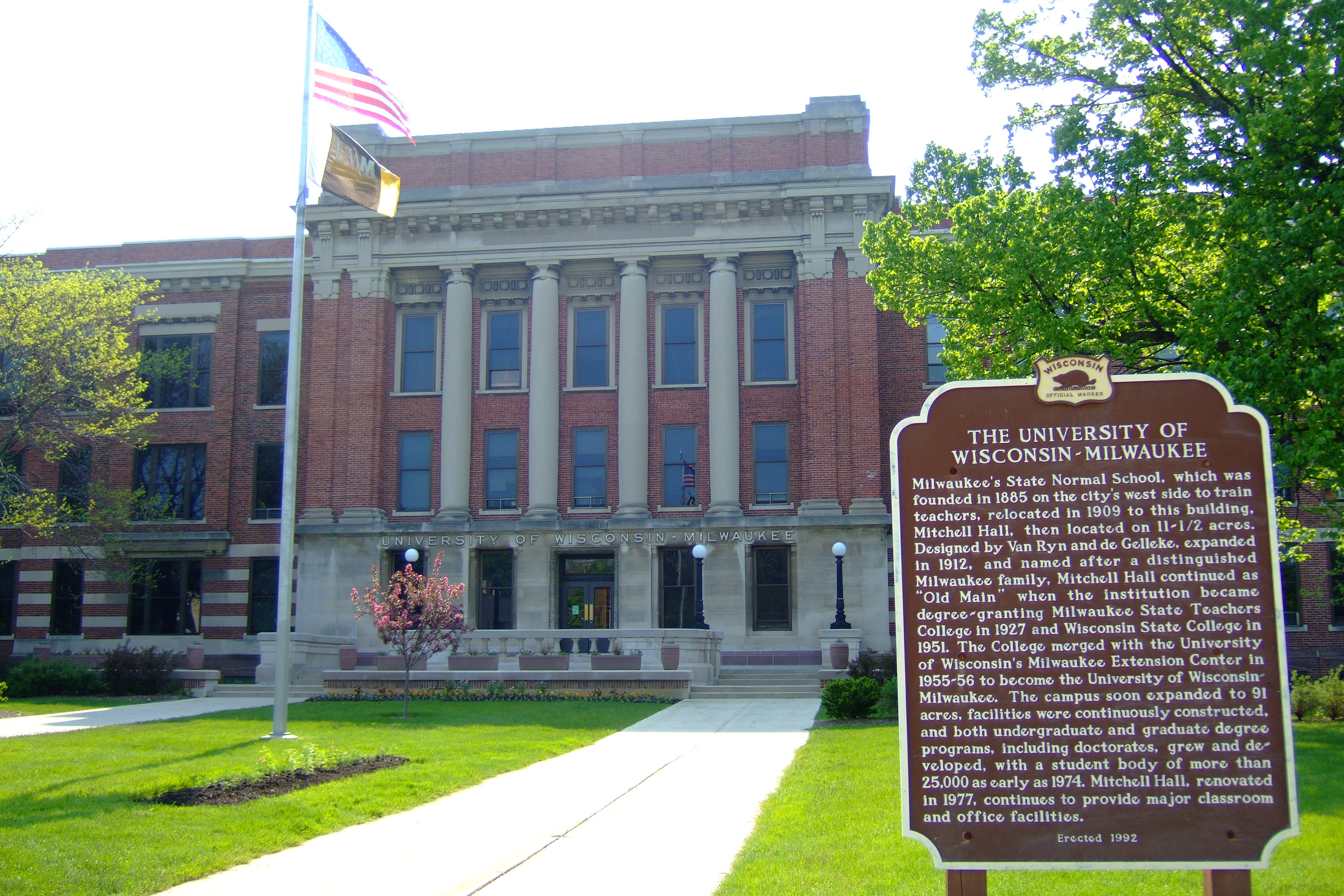
Mitchell Hall

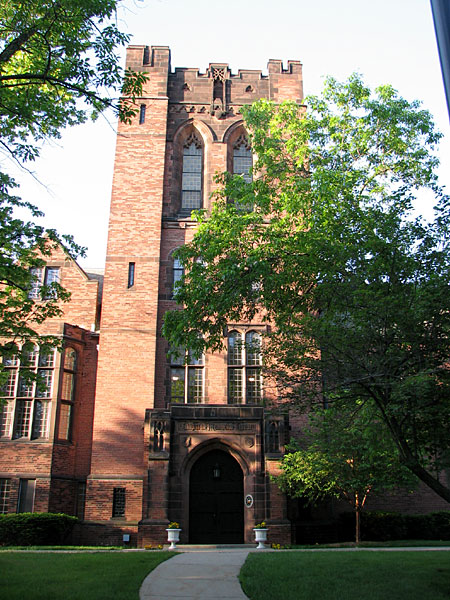
Chapman Hall

Die University of Wisconsin–Milwaukee (auch Milwaukee, UWM oder UW–Milwaukee genannt) ist eine staatliche Hochschule in Milwaukee, Wisconsin, USA.
Die Universität gehört zum University of Wisconsin System und ist nach der University of Wisconsin–Madison die zweitgrößte Universität in diesem System. Die Universität ist besonders für ihre Forschung und Lehre im Bereich Architektur und Stadtplanung bekannt. Es werden 180 Abschlüsse angeboten, die 94 Bachelor-, 53 Master- und 32 Doktorandenprogramme umfassen.

## Geschichte
Die Geschichte reicht bis ins Jahr 1885, als die Milwaukee State Normal School eröffnet wurde. Die heutige University of Wisconsin–Milwaukee wurde im Jahr 1956 als Resultat eines Zusammenschlusses der alten University of Wisconsin und des Wisconsin State College of Milwaukee (ehemals Milwaukee State Normal School) gegründet.

## Wissenschaftliche Einrichtungen
Die Institute und Einrichtungen sind auf 14 Organisationseinheiten verteilt:
- Architektur und Stadtplanung
- Business (Sheldon B. Lubar School of Business)
- Erwachsenenbildung
- Gesundheitswissenschaften
- Graduate School
- Informationswissenschaften
- Ingenieurwissenschaften und angewandte Naturwissenschaften
- Krankenpflege
- Letters and Science
- Pädagogik
- Peck School of the Arts
- Öffentliche Gesundheit
- School of Freshwater Sciences
- Sozialwesen und Wohlfahrt (Helen Bader School of Social Welfare)

## Zahlen zu den Studierenden und den Dozenten
Im Herbst 2020 waren 24.565 Studierende an der UWM eingeschrieben. Davon strebten 20.056 (81,6 %) ihren ersten Studienabschluss an, sie waren also undergraduates. Von diesen waren 54 % weiblich und 46 % männlich; 7 % bezeichneten sich als asiatisch, 7 % als schwarz/afroamerikanisch, 13 % als Hispanic/Latino und 66 % als weiß. 4.509 (18,4 %) arbeiteten auf einen weiteren Abschluss hin, sie waren graduates. Die Hochschule gibt die Zahl der Ehemaligen (Alumni) mit 198.000 an. 2020 lehrten 1.595 Dozenten an der Universität, davon 997 in Vollzeit und 598 in Teilzeit.
Im Jahr 2004 waren 25.000 Studenten aus mehr als 80 Ländern eingeschrieben, 2006 waren es 28.046. Im Studienjahr 2011/2012 waren 29.768 Studierende angemeldet, davon 24.678 Undergraduates und 5.090 Graduates.

## Sport
Berühmt ist die Universität für ihr College-Basketball-Team The Milwaukee Panthers. Die Sportteams sind Mitglied in der Horizon League.

## Persönlichkeiten
- Insoo Kim Berg (1934–2007), Psychotherapeutin und Begründerin der Lösungsfokussierten Kurztherapie
- Willem Dafoe (* 1955), Hollywood-Schauspieler
- Alberto Fujimori (1938–2024), ’72 MS Mathematics, Präsident von Peru (1990–2000)
- Mildred Harnack (1902–1943), US-amerikanisch-deutsche Literaturwissenschaftlerin und Widerstandskämpferin gegen den Nationalsozialismus
- Phil Katz (1962–2000), ’84 BS Computer Science, Entwickler des ZIP-Archivdateiformats
- Jack Kilby (1923–2005), ’50 MS Electronic Engineering, Nobelpreisträger der Physik
- Alan Kulwicki (1954–1993), ’77 BS Mechanical Engineering, NASCAR-Rennfahrer
- Golda Meir (1898–1978), ’17 Education, ehemalige Premierministerin von Israel
- Mo Mowlam (1949–2005), Dozentin und britische Politikerin der Labour Partei
- Satya Nadella (* 1967), ’90 MS Computer Science, CEO von Microsoft
- Mike Reinfeldt (* 1953), American-Football-Spieler und -Funktionär
- Tony Sanneh (* 1971), Fußballspieler
- George H. Sutton (1870–1938), Profi-Billardspieler
- Virginia Satir (1916–1988), ’36 BA Education, „Mutter der Familientherapie“
- Louise Adelaide Wolf (1898–1962), Mathematikerin und Hochschullehrerin